# Scalarispongia proficens
Scalarispongia proficens är en svampdjursart som först beskrevs av Gustavo Pulitzer-Finali och Pronzato 1980.  Scalarispongia proficens ingår i släktet Scalarispongia och familjen Thorectidae. Inga underarter finns listade i Catalogue of Life.